# Johann Christoph Hampe
Johann Christoph Hampe (Pseudonym: Echtermann Larsen, * 23. Januar 1913 in Breslau; † 27. Juni 1990 in Schäftlarn an der Isar) war ein deutscher protestantischer Theologe, Journalist und Schriftsteller.

## Leben
Johann Christoph Hampe war der Sohn eines Richters. Hampe besuchte Gymnasien in Breslau, Magdeburg und Kiel. Nach dem Abitur begann er eine kaufmännische Lehre und wechselte dann zu einer Buchhändlerausbildung, die er in Königsberg, Breslau und München absolvierte. Ab 1939 nahm er als Offizier der Wehrmacht am Zweiten Weltkrieg in Frankreich, an der Ostfront und in Italien teil; er geriet in Kriegsgefangenschaft, aus der er 1946 entlassen wurde.
Von 1946 bis 1953 studierte Johann Christoph Hampe evangelische Theologie, Philosophie und Romanistik an den Universitäten in Göttingen, Genf und Tübingen; seine theologischen Examina legte er 1951 bzw. 1953 in Göttingen ab. Nach seiner Ordination im Jahre 1953 war er als lutherischer Pastor in Bremen tätig. Von 1954 bis 1962 gehörte er der Redaktion des Deutschen allgemeinen Sonntagsblatts an. Zeitweise wirkte er als Auslandskorrespondent in den Vereinigten Staaten und in Italien. Ab 1962 lebte er als freier Schriftsteller im oberbayerischen Schäftlarn und später auch zeitweise in München (Waldperlach). Von 1962 bis 1965 war er Konzilsbeobachter beim Zweiten Vatikanischen Konzil in Rom.
Johann Christoph Hampe verfasste neben journalistischen und theologischen Arbeiten erzählende Werke für jugendliche und erwachsene Leser, Hörspiele und Drehbücher zu Fernsehspielen sowie Kirchenlieder. Mit drei Übersetzungen von fremdsprachigen Liedern ist er im Evangelischen Gesangbuch vertreten. 1956 stand das von Hampe herausgegebene Werk Dein Tag bricht an auf der Auswahlliste zum Deutschen Jugendbuchpreis. Sein Buch Sterben ist doch ganz anders. Erfahrungen mit dem eigenen Tod von 1975 (91982) gilt als „Klassiker“ der Nahtoderfahrung.

## Werke
- Die Angefochtenen, Hamburg 1948
- Der Bruder von drüben, Berlin-Dahlem 1949
- Die blaue Schabracke und andere Erzählungen, Hamburg 1951
- Das Weihnachten des Knaben Michael, Wuppertal-Barmen 1951
- Der vierte Weise, Göttingen 1952
- Die Barbara von Bacharach, Bielefeld 1953
- Die Hand auf deinem Haupt, Bethel bei Bielefeld 1953
- Der Familienring, Bielefeld 1954
- Der Reichenbacher Jubel, Wuppertal-Barmen 1954
- Die Sternenfährte, Hamburg 1954
- Indische Lilien, Witten/Ruhr 1955
- Apothekerin Therese, Berlin 1956
- Fahrt und Irrfahrt, Witten/Ruhr 1956
- Licht der Welt, Wuppertal-Barmen 1956
- Weihnachtsgeschichten, Berlin 1956
- Zeit ist der Mantel nur, Stuttgart 1956
- Unter dem Kreuz, Wuppertal-Barmen 1957
- Freundschaft mit der Fremde, Stuttgart 1958
- Herr Simroth ist ein armer Mann. Der liebe Gott vom letzten Haus, Wuppertal 1959
- Paulus, Hamburg 1960
- Bei deinem Namen gerufen, Stuttgart 1961
- Geschrei aus Babylon, Hamburg 1961
- Anfang, Ziel und Mitte, Stuttgart 1962
- Gott strahlt von Weltlichkeit, Konstanz 1965
- Was erwarten wir von der sich wandelnden Kirche?, Meitingen [u. a.] 1969
- Ehre und Elend der Aufklärung gestern wie heute, München 1971
- Eine neue Kirche für eine neue Zeit, Meitingen [u. a.] 1971
- Der Grund und die Freude, Stuttgart [u. a.] 1975
- Sterben ist doch ganz anders, Stuttgart 1975
- Türen ins Freie, München 1976
- Was wir glauben, Gütersloh 1977
- Bekenntnis zu Matthias Claudius, München 1979
- Was die Welt mir bietet, Wuppertal 1979
- Also auch auf Erden, Wuppertal 1981
- Fundamente und Grenzen, Stuttgart 1984
- Kreuzweg und Auferstehung, Stuttgart 1985 (zusammen mit Walter Habdank)
- Und ich sprach zu meinem Herzen: Laß uns fest zusammenhalten, Wuppertal 1985
- Flieder überm Gartenzaun, Wuppertal 1986 (zusammen mit Werner Richner)
- Die Nacht mit dem Buddha, Stuttgart 1987
- Der Reichenbacher Jubel und andere Weihnachtsgeschichten, Stuttgart 1987
- Sommergewitter, Stuttgart 1988

## Herausgeberschaft
- Der Morgenstern ist aufgedrungen, Stuttgart 1953
- Er schlägt und heilet Wunden, Wuppertal-Barmen 1954
- Von Dir will ich nicht wanken, Wuppertal 1954
- Vor dir das Leben, Stuttgart 1954
- Dein Tag bricht an, Stuttgart 1955
- Das soll dir bleiben, Stuttgart 1956
- Zu trösten alle Traurigen, Stuttgart 1957
- Joseph Wittig: Leben Jesu in Palästina, Schlesien und anderswo, Heilbronn 1958
- Ende der Gegenreformation?, Stuttgart [u. a.] 1964
- Die Autorität der Freiheit, München
  - 1 (1967)
  - 2 (1967)
  - 3 (1967)
- Dietrich Bonhoeffer: Von guten Mächten, München 1976
- Das Geschenk der Tränen, Stuttgart 1988